# Nemesis (Album)
Nemesis ist der erste Sampler des Musiklabels ersguterjunge. Er wurde am 17. Februar 2006 veröffentlicht und enthält Beiträge des Labelchefs Bushido sowie der damals beim Label unter Vertrag stehenden Künstler Saad, Chakuza, Eko Fresh, D-Bo, Bizzy Montana, Nyze, DJ Stickle und Billy.

## Produktion
Der Sampler wurde zum Großteil von dem Produzenten-Duo Beatlefield, bestehend aus Chakuza und DJ Stickle, produziert. Außerdem stammen einzelne Instrumentals von Bizzy Montana, Kingsize und Bushido selbst.

## Covergestaltung
| Professionelle Bewertungen | Professionelle Bewertungen |
| -------------------------- | -------------------------- |
| Kritiken                   |                            |
| Quelle                     | Bewertung                  |
| rap.de                     | [ 2 ]                      |

Das Albumcover zeigt die damaligen neun Mitglieder von ersguterjunge vor einer Mauer stehend bzw. kniend. In der hinteren Reihe befinden sich von links nach rechts Bizzy Montana, D-Bo, Eko Fresh, Saad und Nyze. In der vorderen Reihe knien von links nach rechts Chakuza, Bushido, DJ Stickle und Billy. Am oberen Bildrand steht der Schriftzug Bushido präsentiert und im unteren Teil des Bildes Nemesis – Ersguterjunge Sampler Vol. 1 in weiß.

## Titelliste
| #  | Titel                              | Künstler                                                   | Produzent     | Länge |
| -- | ---------------------------------- | ---------------------------------------------------------- | ------------- | ----- |
| 1  | Intro                              | Bushido, Saad                                              | Beatlefield   | 1:45  |
| 2  | Nemesis                            | Bushido, Eko Fresh, Saad, Chakuza, D-Bo, DJ Stickle, Billy | Beatlefield   | 4:20  |
| 3  | Boom                               | Chakuza, Bizzy Montana                                     | Bizzy Montana | 3:59  |
| 4  | S.A.A.D.                           | Saad                                                       | Beatlefield   | 3:55  |
| 5  | Bruderliebe                        | D-Bo, Nyze, Bushido                                        | Bizzy Montana | 3:43  |
| 6  | Der König persönlich               | Eko Fresh, Saad                                            | Beatlefield   | 3:54  |
| 7  | Ihr könnt…                         | Bushido, Bizzy Montana, Midy Kosov, Chakuza                | Beatlefield   | 3:46  |
| 8  | Augen auf                          | Saad, Chakuza                                              | Bushido       | 3:32  |
| 9  | Du bist out                        | D-Bo                                                       | Beatlefield   | 3:04  |
| 10 | Bada boom bada bang                | Bushido, Eko Fresh, Saad                                   | Kingsize      | 4:01  |
| 11 | Montana                            | Bizzy Montana                                              | Beatlefield   | 2:57  |
| 12 | No Homo                            | Chakuza, Nyze                                              | Beatlefield   | 2:58  |
| 13 | Einzelkampf                        | Bushido, Chakuza, D-Bo                                     | Beatlefield   | 3:16  |
| 14 | So viele Nummern                   | Eko Fresh, Bushido                                         | Bushido       | 3:12  |
| 15 | Welt in Flammen                    | Chakuza, Billy                                             | Beatlefield   | 3:17  |
| 16 | Auf der Suche                      | Bushido, Saad                                              | Beatlefield   | 3:52  |
| 17 | Weil ich auf dich scheiss          | Billy, Eko Fresh                                           | Beatlefield   | 4:27  |
| 18 | Gute Jungs                         | Chakuza, D-Bo                                              | Beatlefield   | 3:20  |
| 19 | Guck dich um                       | Bushido, Chakuza                                           | Beatlefield   | 3:31  |
| 20 | Denn sie wissen nicht, was sie tun | Eko Fresh, Chakuza                                         | Beatlefield   | 4:07  |
| 21 | Lichterkette                       | Bushido                                                    | Beatlefield   | 3:26  |
| 22 | Outro                              |                                                            | Beatlefield   | 1:16  |

## Chartplatzierungen und Verkaufszahlen
Nemesis stieg in der 9. Kalenderwoche des Jahres 2006 auf Platz 4 in die deutschen Albumcharts ein und konnte sich elf Wochen in den Top 100 halten.
Die Verkaufszahlen der Kompilation belaufen sich auf etwa 75.000 Einheiten.

## Video
Zum Titelsong Nemesis wurde ein Musikvideo gedreht, das noch vor dem Sampler veröffentlicht wurde. Eine zugehörige Single erschien allerdings nicht.

## Indizierung
Das Album wurde am 30. März 2007 unter anderem wegen des Lieds No Homo von der Bundesprüfstelle für jugendgefährdende Medien indiziert und auf Liste A gesetzt. Es darf seither nicht mehr öffentlich beworben und an Jugendliche unter 18 Jahren verkauft werden.